# Реквієм для Лариси
«Реквієм для Лариси» (1997—1999) — твір Валентина Сильвестрова для мішаного хору, солістів (альта, тенора) та симфонічного оркестру. Написаний у 7-ми частинах, на канонічні (латинські) тексти та вірші Шевченка. Присвячений музикознавиці Ларисі Яківні Бондаренко, дружині композитора.

### Історія написання
Лариса Бондаренко, знана музикознавиця, раптово померла у 1996 р. Це стало великим потрясінням для В. Сильвестрова. Він тоді навіть заявив,  що  ставить крапку у своїй творчості і напише свій останній твір як присвяту коханій дружині, про творчий шлях, який вони пройшли разом.
«Думав, це буде останній твір. Не можу його слухати. Декілька разів реквієм виконали на концертах. Попросив більше цього не робити. Неможливо його слухати, а потім виходити на сцену, кланятися».
Незважаючи на скорботну в своїй основі історію написання твору, він, водночас, займає особливе місце в творщій спадщині Сильвестрова, адже став першим зверненням композитора до давніх жанрів. Сам реквієм, як жанр, вже давно вийшов за межі виключно церковного вжитку, тому композитор зміг себе вповні проявити в індивідуальному прочитанні. Так, «Реквієм для Лариси» значно відступає від жанрового канону (хоча зберігається канонічний текст заупокійного богослужіння та кількість частин), але цілком передається його глибинна суть. Тиха скорбота і, водночас, відчуття життя, відчуття того, що кохана завжди поруч. Адже твір названий «Реквієм для Лариси» а не «Реквієм за Ларисою», як мав би називатися стильово; кінцевий Requiem æternam (вічний упокій) заміняється словами lux perpetua (вічне світло), що додає відтінку надії… Цікаво, що автор дає коментар, в якому роз'яснює зашифроване у монограмі ім'я адресата — це квінта ля-ре і знизу до-дієз (La-r/e/-/c/issa). Квінта готується ще у першій частині, але це ще не монограма, адже звучить вона без звуку cis. Монограма виразно відчутна у 4-ій та 5-ій часних твору, а також. наче відлуння, у 6-ій. Також, символічно композитор використовує автоцитату фортепіанної п'єси «Вісник-1996», яка повинна виконуватись з цілком закритою покришкою інструменту, створюючи відчуття поступового зникання, наче сон, спогад. Адже це останній твір, написаний за життя Лариси Бондаренко. Перше виконання відбулося 2000 року і викликало резонанс серед музикознавців. Філософ і музикознавець Яків Друскін своє музичне враження асоціював із картиною з'яви Бога пророкові Іллі: «И вот сильный ветер, — но не в ветре Бог. Вот буря, — но не в буре Бог. Вот гроза, — но не в грозе Бог. И вот тихое веяние ветерка — в этом Бог»…

### Структура твору
Частині позначені не латинськими словами, як звично, а темповими вказівками, як у симфонії.
1. Introitus (Largo) - тривожне передчуття, присутність слів, за каноном, у даній частині не належних (dies irae, et lux…, …dona eis Domine, dona…). Фактично, слова вирвані з контексту і обірвані у сталих фразах.
2. Adagio — Moderato — Allegro — монтаж словесних уламків різних частин реквієму. У драматургійному плані відповідає частині Dies irae. Якщо перша частина лише передвісник чогось лихого, то 2-га — власне сама катастрофа, розруха, біль. Можна спостерегти перегукування з Симфонією № 1 (1967).
3. Largo — Allegro -Moderato - фактично єдина частина, яка найбільше відповідає канонам жанру реквієму. Lacrimosa — слізна, повністю передає сенс слова, характер плачу. Складена з мотивів попередніх частин за принципом мотету. Текстові «порушення» є і тут: початок другого вірша знято, наприкінці додано dona eis Requiem æternam.
4. Largo — фрагмент поеми Тараса Шевченка «Сон», на словах «Прощай світе, прощай земле». У Сильвестрова тут автоцитата — з циклу «Тихі пісні» для голосу з фортепіано. У «Реквіємі» цю частину виконує тенор-соло («строго світло і відсторонено» (ремарка авт.)) у супроводі хору a capella.
5. Agnus Dei (символічно слова з меси, а не з реквієму) — частина стилізована під Моцарта; використана автоцитата «Вісник-1996». Синтезатор створює ефект шуму вітру, до кінця частини звуки наче розчиняються в повітрі, як і світлі спогади про життя з коханою.

6-та і 7-ма частини відтворюють матеріал двох початкових, які подані у скороченому варіянті. Але носять вже зовсім інший, прощальний характер. Наприкінці ще довго не затихає свист, шум синтезатора, як символу вітру життя, смерті, вічности.

### Нагороди
- премія GRAMMY-2005 — нагороджений укр. диригент Володимир Сіренко за запис твору українського композитора Валентина Сільвестрова «Реквієм для Лариси» (Valentin Silvestrov «Requiem for Larissa» (ECM-B0002283-02(CD))
- Виконання «Реквієму» капелою «Думка» та Національним симфонічним оркестром України удостоєно номінації в категорії «Краще хорове виконання».[4]